# Tatort: Wendehammer
Wendehammer (im Vorspann „WendeHammer“) ist ein Fernsehfilm aus der Krimireihe Tatort. Der vom Hessischen Rundfunk produzierte Beitrag ist die 1004. Tatort-Episode und wurde am 18. Dezember 2016 im Ersten ausgestrahlt. Das Frankfurter Ermittlerduo Janneke und Brix ermittelt seinen vierten Fall.

## Handlung
Die Krimiautorin Betti Graf meldet im Polizeipräsidium bei Anna Janneke und Paul Brix ihren Nachbarn Abendroth als vermisst. Dieser lebt in einem Einfamilienhaus an einem Wendehammer. Sie verdächtigt Nils Engels – einen weiteren Nachbarn, der in einem festungsartig ausgebauten vernetzten Haus lebt, von dem aus er die Nachbarschaft überwacht und „Eindringlinge“, wie zum Beispiel Haustiere, bekämpft. Der paranoide Engels will verhindern, dass ein von ihm entwickelter Singularity-Algorithmus von seinem Geschäftspartner Daniel an den großen Konzern Massive Data verkauft wird. Janneke und Brix nehmen Ermittlungen auf, doch außer einigen toten Katzen können sie bei Engels nichts finden. Es stellt sich heraus, dass nicht nur Abendroth, sondern auch Engels’ Schwester Diana spurlos verschwunden ist.
Kurz darauf wird ein Nachbarsjunge schwer verletzt, als er den Stromzaun von Engels übersteigen will, der eigentlich ungefährlich sein sollte. Nachdem zunächst Engels in Verdacht gerät, wird er wenig später selbst tot am Zaun gefunden. Aufgrund der Meinungsverschiedenheiten zwischen Nils Engels und Daniel verdächtigen Janneke und Brix nun letzteren und nehmen ihm auch seine Warnung nicht ab, dass Engels ein Computervirus geschrieben habe, welches das Netz der Stromversorgung angreifen werde, wenn er sich nicht alle paar Stunden in seinem System einloggt. Nachdem Frankfurt tatsächlich einen Blackout erleidet, dringt Daniel in Engels’ System ein und macht das Virus unschädlich.
Inzwischen sind sowohl Abendroth als auch Diana wieder aufgetaucht. Diana hatte sich in einem Zen-Kloster versteckt, da der besitzergreifend von ihr besessene Bruder sie von einem Balkon gestoßen hatte. Abendroth war sowohl mit Diana als auch mit der benachbarten Betti Graf und einer ebenfalls benachbarten Opernsängerin liiert. Es stellt sich heraus, dass Abendroth, Graf, die Opernsängerin und der Vater des an Engels’ Zaun verunglückten Jungen, Engels’ Tod gemeinschaftlich geplant und den Elektrozaun manipuliert haben.
Engels’ Geschäftspartner Daniel wird auf freien Fuß gesetzt und startet mit einem Privatjet, um den Verkauf des Algorithmus abzuschließen. Kaum gestartet, wird das Flugzeug durch ein gezieltes Attentat gesprengt.

## Hintergrund
Der Film wurde vom 9. September 2015 bis zum 17. Oktober 2015 in Frankfurt und Umgebung gedreht. Die Premiere fand im Rahmen des Festivals Filmfest Hamburg am 2. Oktober 2016 statt.

## Rezeption

### Kritiken
„Regisseur Markus Imboden, […] erzählt von den analogen Katastrophen im digitalen Leben mit Blick für die kleinen Details. Kameramann Martin Langer […] findet melancholische Bilder für die technische Überforderung der Figuren. […] Als Kommentar zu Datensammelwut und künstlicher Intelligenz bleibt 'Wendehammer' […] recht dünn. Aber als Komödie über das Geworfensein des Menschen in die digitale Welt versprüht dieser 'Tatort' enormen visuellen Witz.“

„Als Groteske über eine Welt, in der der Nachbar des Nachbarn schlimmster Feind ist, funktioniert 'Der Wendehammer' […] eine Zeit lang. Aber dann driftet die Handlung ab, das Stück wird zu einer schwer durchschaubaren Melange aus Nummernrevue und Drama über die Verlorenheit des Menschen in der vernetzten Welt. Big Data ist mal wieder das Thema, […] die Frankfurter mischen jetzt etwas Münsteraner Humor unter, heraus kommt Brei.“

„Der fantasievolle Look passt im vierten Fall des Frankfurter „Tatort“-Teams zum humorvollen Umgang mit dem Thema allumfassender Überwachung und einer digitalen Verschwörung. Eine herausragende Kamera, zahlreiche animalische Nebendarsteller, noch mehr Filmzitate – darunter Margarita Broich, die wie Uma Thurman tanzt. Die Krimi-Handlung selbst ist eher Nebensache. […].“

### Einschaltquoten
Die Erstausstrahlung von Wendehammer am 18. Dezember 2016 wurde in Deutschland von 7,90 Millionen Zuschauern gesehen und erreichte einen Marktanteil von 21,9 % für Das Erste.

### Auszeichnungen
- Hessischer Film- und Kinopreis 2016 in der Kategorie Fernsehpreis – Beste Schauspielerin für Margarita Broich[1]
- Nominierung für den Hessischen Film- und Kinopreis 2016 in der Kategorie Fernsehpreis – Bester Schauspieler an Wolfram Koch[1]